# Les Voivres
Les Voivres é uma comuna francesa na região administrativa do Grande Leste, no departamento de Vosges. Estende-se por uma área de 12.81 km². Em 2010 a comuna tinha 313 habitantes (densidade: 24,4 hab./km²).